# Austrolimnophila (Austrolimnophila) jobiensis
Austrolimnophila (Austrolimnophila) jobiensis is een tweevleugelige uit de familie steltmuggen (Limoniidae). De soort komt voor in het Australaziatisch gebied.